# Бразильское космическое агентство
Бразильское космическое агентство (порт. Agência Espacial Brasileira, AEB) — государственная гражданская организация в Бразилии, отвечающая за рост и развитие космонавтики страны. Оно управляет космодромом в Алькантаре и ракетно-пусковым комплексом Баррейра-ду-Инферну (порт. Barreira do Inferno, Преддверие Ада). Агентство было основано 10 февраля 1994 года.
Агентство позволяет Бразилии играть ведущую роль в космосе среди латиноамериканских стран и делает Бразилию ценным и надёжным партнёром для сотрудничества по Международной космической станции.
Бразильское космическое агентство преследует политику технологического космического международного сотрудничества с развитием собственной космической программы. В начале оно сильно зависело от США и ЕКА, но после ряда трудностей, вызванных сложностью передачи западных технологий, Бразилия стала работать и с другими странами, в частности с Китаем, Украиной, Россией, Израилем.
Бразильское космическое агентство — наследник значительной национальной космической программы, которая находилась под контролем бразильских вооружённых сил и была передана под гражданский контроль в 1994 году.

## История
В ходе реализации национальной космической программы Бразилия запустила на иностранном (европейском) носителе свой первый ИСЗ иностранного производства Brazilsat A1 в 1985 году, за которым последовали ещё несколько прикладных бразильских спутников, также закупленных за рубежом.
В 1993 и 1998 годах Бразилия запустила на американских носителях первые ИСЗ собственной разработки SCD.
Бразилия разработала высотные зондирующие ракеты «Сонда», запущенные несколько раз, и ракету-носитель (РН) VLS-1, все три попытки запуска спутников на которой с национального космодрома Алькантара в 1997, 1999 и 2003 годах были неудачными, причём при последнем произошла катастрофа с гибелью 21 человека, что надолго затормозило программу.
Первый успешный запуск с космодрома Алькантара собственной ракеты в космос состоялся 23 октября 2004 года. Это был суборбитальный полёт высотной ракеты VSB-30 семейства «Сонда». За ним последовали несколько других успешных аналогичных запусков.
Планируется доработать РН VLS-1 и начиная с 2013 года запустить несколько спутников на ней, а затем на её усиленном варианте VLM.

## Ракеты-носители

### Программа "Южный крест"
В дальнейшем Бразилия предполагает разработать с помощью Роскосмоса семейство более крупных РН «Южный крест», способных выводить спутники в т. ч. на геостационарную орбиту.

## Космонавты
30 марта 2006 года астронавт БКА Маркус Понтис на запущенном российском космическом корабле Союз ТМА-8 стал первым бразильцем и первым урождённым португалоговорящим человеком, побывавшим в космосе. Программой полёта предусматривалось недельное посещение МКС, за время которого Понтис поставил восемь экспериментов, отобраных Бразильским космическим агентством. Он приземлился на корабле Союз ТМА-7 в Казахстане 8 апреля 2006 года вместе с другими членами экипажа МКС-12.

## Международное участие

### Кооперация с другими странами
Согласно крупной межправительственной программе с Украиной, Бразилия предоставляла свой космодром Алькантара для совместного предприятия пусковых услуг по планируемым с 2013 года коммерческим запускам иностранных спутников на украинской ракете «Циклон-4», однако в апреле 2015 года сотрудничество было прекращено по инициативе бразильской стороны.
Также заключено соглашение о запуске с Алькантары израильских РН «Шавит». Есть планы по аналогичным контрактам в отношении российских «Протонов» и китайских «Великий поход 4».
С Китаем Бразилия также осуществляет крупную совместную программу разработки и эксплуатации спутников дистанционного зондирования CBERS.